# Lincoln Professor of Classical Archaeology and Art
Der Lincoln Professor of Classical Archaeology and Art ist ein 1885 gestifteter Lehrstuhl für Klassische Archäologie an der Universität Oxford. Der Lehrstuhl ist benannt nach dem Lincoln College, an dem er angesiedelt ist. Seit dem Ausscheiden von R. R. R. Smith im Jahr 2022 ist der Lehrstuhl unbesetzt.
Inhaber des Lehrstuhls waren
- William Mitchell Ramsay (1885–1886)
- Percy Gardner (1887–1925)
- John D. Beazley (1925–1956)
- Bernard Ashmole (1956–1961)
- Martin Robertson (1961–1978)
- John Boardman (1978–1994)
- R. R. R. Smith (1995–2022)